# Diss (Pflanze)
Diss (Ampelodesmos mauritanicus) ist die einzige Art der Pflanzengattung Ampelodesmos und der Tribus Ampelodesmeae innerhalb der Familie der Süßgräser (Poaceae). Sie ist im Mittelmeerraum verbreitet.

## Beschreibung

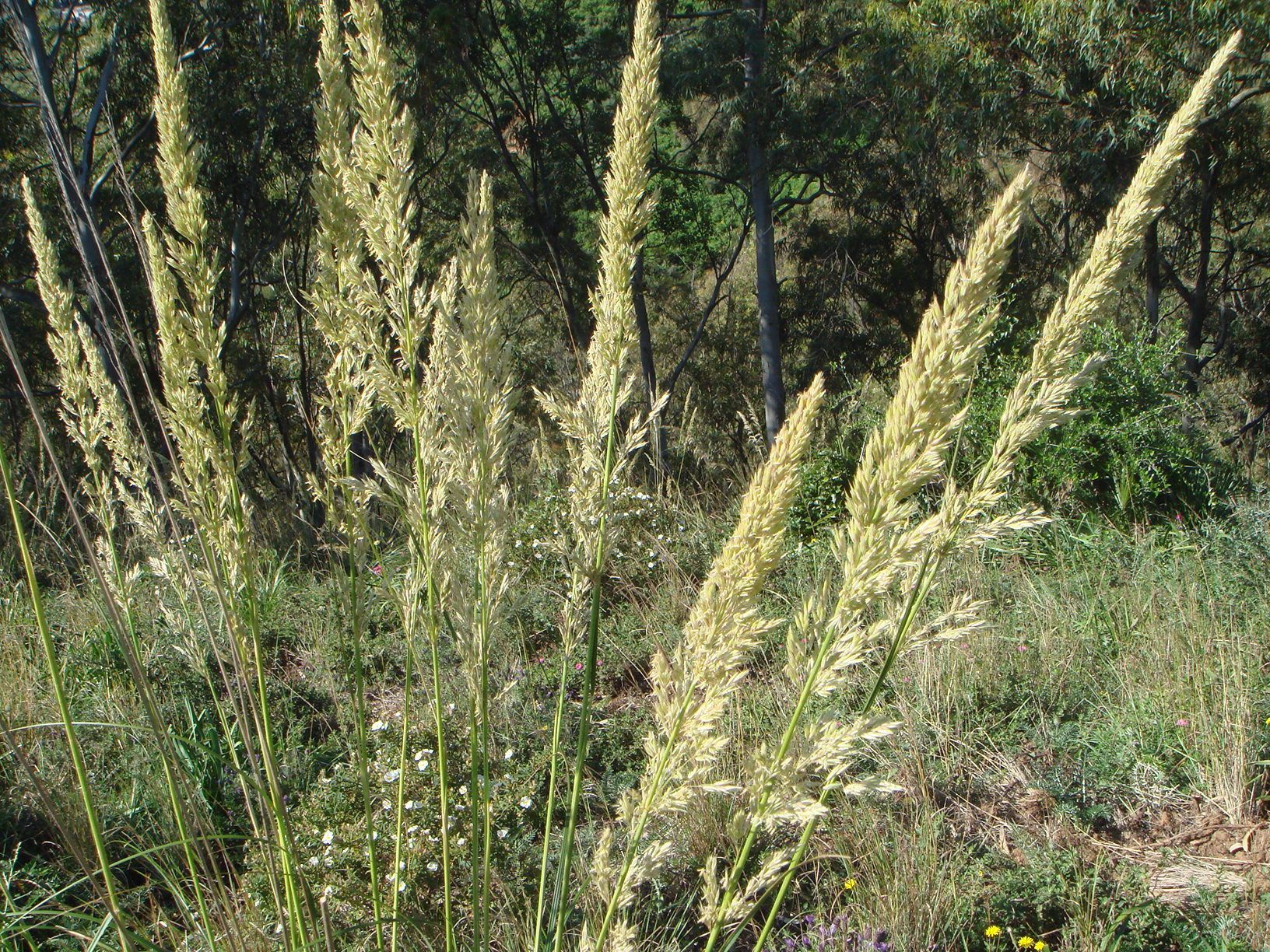
Blütenstände

### Vegetative Merkmale
Diss ist eine ausdauernde krautige Pflanze, die große Horste bildet und Wuchshöhen von 1 bis 3 Meter erreicht. Die Laubblätter sind bis 1 Meter lang, 7 Millimeter breit, derb, sehr rau und stark gerippt. Später sind die Blattränder eingerollt. Das Blatthäutchen ist 8 bis 15 Millimeter lang, lanzettlich und am Rand gewimpert.

### Generative Merkmale
Der Blütenstand ist eine reich verzweigte, bis 50 Zentimeter lange und leicht einseitswendige Rispe. Die gestielten Ährchen sind 10 bis 15 Millimeter lang und zwei- bis fünfblütig. Oft sind die Hüllspelzen purpurfarben. Die Deckspelzen sind auf dem Rücken behaart.
Die Blütezeit reicht von April bis Juni.
Die Chromosomenzahl beträgt 2n = 48.

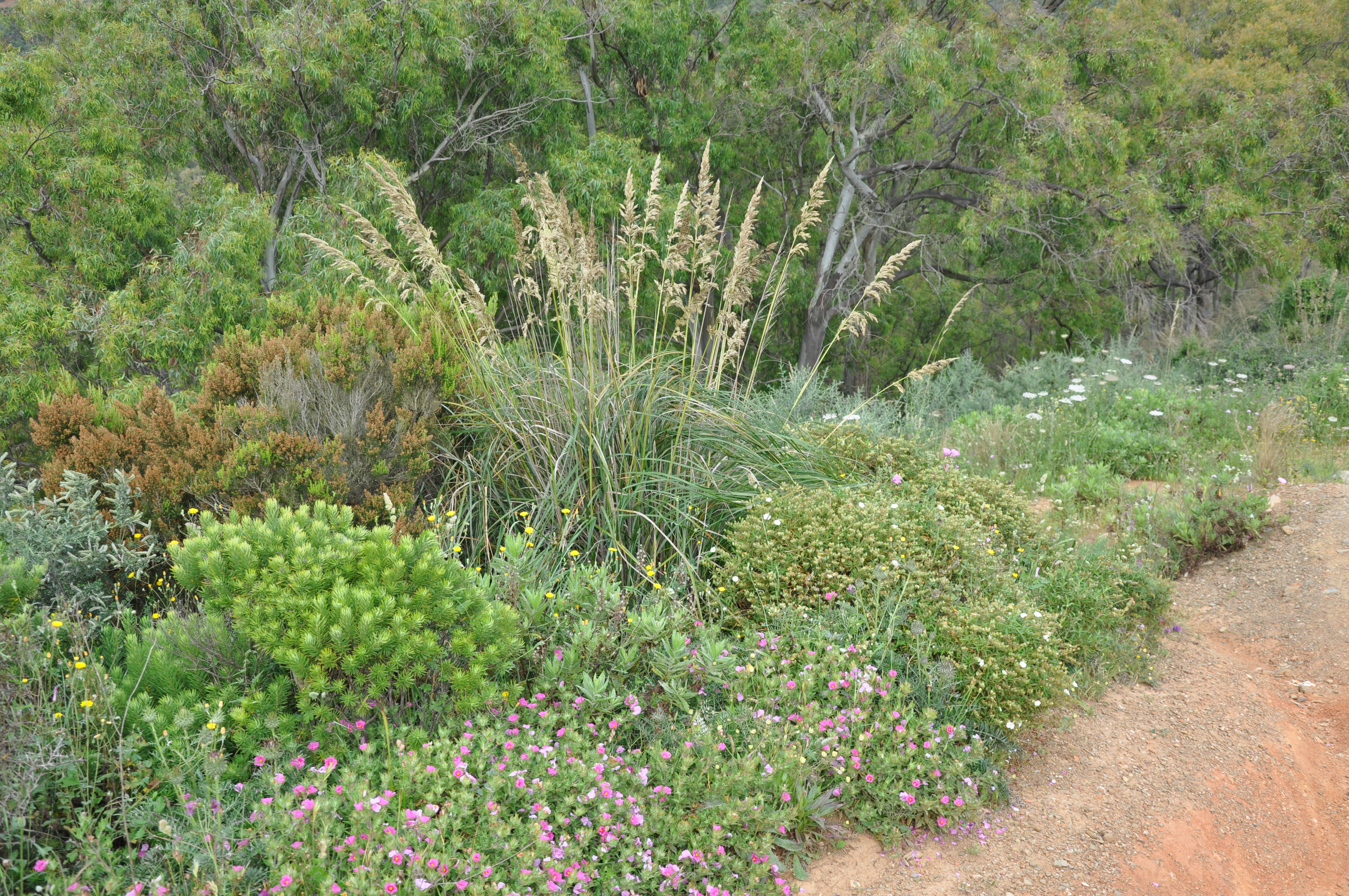
Ampelodesmos mauritanicus im Habitat

## Vorkommen
Diss gedeiht im westlichen Mittelmeerraum in Garigues und Macchien. In Europa kommt die Art ursprünglich in Spanien, Frankreich, Italien, Sizilien und Griechenland sowie auf den Balearen, auf Sardinien und Korsika vor. Außerhalb Europas kommt sie ursprünglich in Marokko, Algerien, Tunesien und Libyen vor.
Die Art breitet sich nach einem Brand häufig aus.

## Systematik
Ampelodesmos mauritanicus ist die einzige Art der einzigen Gattung Ampelodesmos der Tribus Ampelodesmeae innerhalb der Familie der Poaceae.
Die Erstbeschreibung erfolgte 1789 unter dem Namen Arundo mauritanica durch Jean Louis Marie Poiret. Die Gattung Ampelodesmos wurde 1827 durch Johann Heinrich Friedrich Link aufgestellt. Die Neukombination zu Ampelodesmos mauritanicus wurde 1894 durch Théophile Alexis Durand und Schinz veröffentlicht.
Weitere Synonyme für den gültigen wissenschaftlichen Namen sind: Ampelodesmos bicolor (Poir.) Kunth, Ampelodesmos mauritanica (Poir.) T.Durand & Schinz, Ampelodesmos tenax (Vahl) Link, Ampelodonax bicolor (Poir.) Lojac., Arundo ampelodesmon Cirillo, Arundo bicolor Poir., Arundo festucoides Desf., Arundo mauritanica Poir., Arundo mediterranea Danin, Arundo tenax Vahl, Avena festucoides (Desf.) Raspail, Calamagrostis bicolor (Poir.) J.F.Gmel., Donax festucoides (Desf.) P.Beauv. Ein Synonym für Ampelodesmos ist Ampelodonax Lojac., eines für die Tribus Ampelodesminae Conert

## Nutzung
Aus den Blättern werden Seile hergestellt und es wird zur Papierherstellung verwendet.

## Trivialname
Weitere deutsche Trivialnamen dieser Pflanzenart sind: Mauretanisches Bartgras, Felsenschilf, Rebenrohr.

## Belege